# Bizプラス
『Bizプラス』（ビズプラス）は、NHK総合テレビジョンで2012年4月2日から2013年3月29日まで、平日23:35 - 23:50（JST）に生放送された経済報道番組である。10月2日未明（1日深夜）からは、NHKワールド・プレミアムでも0:25 - 0:40に同日時差放送が行われた。

## 概要
2010・2011年度の2年間放送された『Bizスポ』を、経済情報の当番組と、スポーツニュース番組の『Sportsプラス』の2つの専門番組に分割した。スタジオは「NEWS WEB 24」を含めた3番組で共通であった。
この番組では、その日1日の経済に関する動きについてわかりやすく解説し、また時には経済学者やアナリスト、企業のトップなどをゲストに招き、経済の深層に鋭く迫るほか、ニューヨーク証券取引所からの中継も挿入される。
エンディングでは前番組と同じく「終わり」とは出さず、「この番組はNHKオンデマンドでも配信します。」（上部）、「つづいて時論公論」（下部右下）と表示する。
五輪期間中はその関係の中継などの関係で休止となる。また2012年12月の第46回衆議院議員総選挙期間中（当番組では12月4 - 14日が該当期間）は、22:55 - 23:50の枠で政見放送に時間を割かれるため、前枠の「Sportsプラス」共々、地域によって放送休止となる局がある。
番組内の音楽は川田俊介が作曲した。
2013年4月の改編により、23:30 - 24:00で『NEWS WEB』が放送されることとなったため、当番組は同年3月で終了した。

## 出演者
- 進行役
  - 飯田香織（Bizスポより続投）
  - 近田雄一